# Anthony Braxton
Pour les articles homonymes, voir Braxton.
Anthony Braxton, né le 4 juin 1945 à Chicago, est un compositeur, improvisateur et multi-instrumentiste (saxophoniste, clarinettiste, flûtiste, pianiste, etc.) américain. Reconnu pour son intégrité et son radicalisme, il est l’auteur d'une œuvre vaste et complexe, essentiellement en jazz, mais également en improvisation libre, en musique orchestrale et en opéra. Il a longtemps été membre de l'AACM (Association for the Advancement of Creative Musicians), coopérative de musiciens de Chicago.

## Biographie
En 1968 Anthony Braxton enregistra For Alto, le premier album entièrement joué au saxophone seul. Les morceaux de cet album étaient dédiés, entre autres, à Cecil Taylor et à John Cage.
Sa musique s’est développée selon plusieurs axes : en tant qu’improvisateur, il s’est inscrit, dès le milieu des années 1960, dans le courant novateur du free jazz (ou new thing). Il a alors inventorié systématiquement un vocabulaire et développé des stratégies et divers concerts en France au début des années 1970, dont un organisé par la Maison des jeunes et de la culture de Châtellerault qui a fait l'objet d'un « intéressant enregistrement live réalisé le 11 mars 1972 ». Parallèlement à ces explorations, menées en solo ou avec de petits ensembles, Anthony Braxton n’a cessé de se confronter à la tradition du jazz en interprétant des standards, souvent tirés d'un répertoire associé à l’« école » Tristano. Ce fut même l'enjeu essentiel de son Piano quartet, formé au cours des années 1990. Enfin, Braxton a toujours ménagé un espace de rencontre et de dialogue avec des improvisateurs de tous horizons : en témoignent de nombreux duos.
En tant que compositeur, un catalogue riche de plus de 300 numéros d'opus atteste ses recherches protéiformes, menées avec constance et rigueur. On peut, schématiquement, distinguer trois axes de son travail : l’inventaire d’un vocabulaire et de gestes musicaux isolés, l’établissement de diverses procédures syntaxiques et la création d’une combinatoire reliant entre elles en les enchaînant ou en les superposant des pièces qui, prises isolément, prennent un caractère d’« études » (de sons, d'ornements, de rythmes). Ce travail s'est notamment développé dans le quartet qui domina les années 1980 (avec Marilyn Crispell, Mark Dresser et Gerry Hemingway). Enfin, depuis 1995, Anthony Braxton a composé et joué presque exclusivement ce qu’il appelle la Ghost Trance Music, qui introduit dans sa musique une impulsion régulière, un déploiement linéaire de caractère obsédant et répétitif, et met en œuvre également l’exécution simultanée de plusieurs de ses morceaux, disposés en couches. Un discours d’influence mystique sous-tend la plupart de ses travaux qu’il a longuement expliqué dans ses écrits volumineux (Tri-Axium Writings).
Entre 2004 et 2007, la pianiste belge Geneviève Foccroulle a enregistré l'intégrale des compositions pour piano d'Anthony Braxton (1968-2000), publiées en 2009 sous la forme d'un coffret de 9 CD chez Leo Records.
Anthony Braxton est aussi un fervent joueur d’échecs.
Tyondai Braxton, son fils, est également musicien et faisait partie jusqu'en 2010 du groupe new-yorkais Battles.

### Distinctions
En 2009, Anthony Braxton a reçu le grade de docteur honoris causa de l'université de Liège.

## Discographie

### Comme leader/co-leader
- 1968: 3 Compositions of New Jazz (Delmark)
- 1969: For Alto (Delmark)
- 1969: Silence (Freedom)
- 1969: Anthony Braxton (BYG Actuel)
- 1970: This Time... (BYG Actuel)
- 1971: Recital Paris 71 (Futura)
- 1971: Together Alone (Delmark, [1974]) avec Joseph Jarman
- 1971–1976: News from the 70s (Musica Jazz/Felmay, 1998)
- 1972: Saxophone Improvisations Series F (America)
- 1972: Town Hall 1972 (Trio)
- 1972: Donna Lee (America)
- 1974: In the Tradition (SteepleChase)
- 1974: In the Tradition Volume 2 (SteepleChase)
- 1974: Quartet: Live at Moers Festival (Ring)
- 1974: First Duo Concert (Emanem) avec Derek Bailey
- 1974: Trio and Duet (Sackville) avec Dave Holland, Leo Smith & Richard Teitelbaum
- 1974: New York, Fall 1974 (Arista)
- 1975: The Montreux/Berlin Concerts (Arista)
- 1975: Five Pieces 1975 (Arista)
- 1976: Creative Orchestra Music 1976 (Arista)
- 1976: Elements of Surprise (Moers) avec George E. Lewis
- 1976: Donaueschingen (Duo) 1976 (hatART)
- 1976: Dortmund (Quartet) 1976 (HatART)
- 1976: Duets 1976 (Arista) avec Muhal Richard Abrams
- 1976: Solo: Live at Moers Festival (Ring)
- 1977: Four Compositions (1973) (Denon)
- 1978: The Complete Braxton (Freedom)
- 1978: Creative Orchestra (Köln) 1978
- 1978: For Four Orchestras (Arista)
- 1978: Birth and Rebirth (Black Saint) avec Max Roach
- 1978: For Trio (Arista)
- 1979: Performance (Quartet) 1979 (hatART)
- 1979: Anthony Braxton / Robert Schumann String Quartet (Sound Aspects)
- 1979: Seven Compositions 1978 (Moers)
- 1979: Alto Saxophone Improvisations 1979 (Arista)
- 1980: For Two Pianos (Arista)
- 1981: Composition No. 96 (Leo)
- 1982: Open Aspects '82 (hatART) avec Richard Teitelbaum
- 1982: Six Duets (1982) (Cecma) avec John Lindberg
- 1983: Composition 113 (Sound Aspects)
- 1983: Four Compositions (Quartet) 1983 (Black Saint)
- 1984: Prag 1984 (Quartet Performance) (Sound Aspects)
- 1985: Seven Standards (1985) Vols. 1 & 2 (Magenta)
- 1985: Six Compositions (Quartet) 1984 (Black Saint)
- 1985: Quartet (London) 1985 (Leo)
- 1986: Moment Précieux (Les Disques Victo)
- 1986: Five Compositions (Quartet) 1986 (Black Saint)
- 1988: 19 (Solo) Compositions, 1988 (New Albion)
- 1988: Ensemble (Victoriaville) 1988 (Victo)
- 1988: 2 Compositions (Järvenpää) 1988 (Leo) avec Ensemble Braxtonia
- 1988: Solo (London) 1988 (Impetus)
- 1988: A Memory of Vienna avec Ran Blake
- 1987: Six Monk's Compositions (1987) (Black Saint)
- 1988: Kol Nidre (Sound Aspects) avec Andrew Voigt
- 1988: Zurich Concerts (Intakt) avec The London Jazz Composers Orchestra
- 1988: The Aggregate (Sound Aspects) avec Rova Saxophone Quartet
- 1989: Eugene (1989) (Black Saint)
- 1989: Seven Compositions (Trio) 1989 (hatART)
- 1989: Duets Vancouver 1989 (Music & Arts) avec Marilyn Crispell
- 1990: Four Compositions (Solo, Duo & Trio) 1982/1988 (hatART)
- 1990: Eight (+3) Tristano Compositions, 1989: For Warne Marsh (hatART)
- 1991: Duets: Hamburg 1991 (Music & Arts) avec Peter Niklas Wilson
- 1991: Duo (Amsterdam) 1991 (Okka Disk) avec Georg Gräwe
- 1991: 2 Compositions (Ensemble) 1989/1991 (hatART)
- 1991: Six Compositions: Quartet (Antilles)
- 1991: Willisau (Quartet) 1991 (hatART)
- 1991: Composition 98 (hatART)
- 1992: Wesleyan (12 Altosolos) 1992 (hatART)
- 1992: (Victoriaville) 1992 (Victo)
- 1992: Composition No. 165 (for 18 instruments) (New Albion)
- 1993: Duets (1993) (Music & Arts) avec Mario Pavone
- 1993: 9 Standards (Quartet) 1993 (Leo)
- 1993: Trio (London) 1993 (Leo) avec Evan Parker & Paul Rutherford
- 1993: Quartet (Santa Cruz) 1993 (hatART)
- 1993: Duo (Leipzig) 1993 (Music & Arts) avec Ted Reichman
- 1993: Duo (London) 1993 (Leo) avec Evan Parker
- 1994: Composition No. 174 (Leo)
- 1994: Small Ensemble Music (Wesleyan) 1994 (Splasc(h))
- 1994: Duo (Wesleyan) 1994 (Leo) avec Abraham Adzenyah
- 1994: Knitting Factory (Piano/Quartet) 1994, Vol. 1 (Leo)
- 1994: Knitting Factory (Piano/Quartet) 1994, Vol. 2 (Leo)
- 1995: Twelve Compositions (Music & Arts)
- 1995: 11 Compositions (Duo) 1995 (Leo) avec Brett Larner
- 1995: 10 Compositions (Duet) 1995 (Konnex) avec Joe Fonda
- 1995: Octet (New York) 1995 (Braxton House)
- 1995: Solo Piano (Standards) 1995 (No More)
- 1995: Seven Standards 1995 (Knitting Factory) avec Mario Pavone
- 1995: Ensemble (New York) 1995 (Braxton House)
- 1995: Four Compositions (Quartet) 1995 (Braxton House)
- 1995: Anthony Braxton's Charlie Parker Project 1993 (hatART)
- 1996: Piano Quartet, Yoshi's 1994 (Music & Arts)
- 1996: Composition 192 (Leo) with Lauren Newton
- 1996: Tentet (New York) 1996 (Braxton House)
- 1996: Duet: Live at Merkin Hall (Music & Arts) avec Richard Teitelbaum
- 1996: Sextet (Istanbul) 1996 (Braxton House)
- 1996: 14 Compositions (Traditional) 1996 (Leo) avec Stewart Gillmor
- 1996: Composition No. 102 for Orchestra & Puppet Theatre (Braxton House)
- 1996: Composition No. 173 (Black Saint)
- 1998: Compositions 10 & 16 (+101) (hatART)
- 1998: 4 Compositions (Washington D.C.) 1998 (Braxton House)
- 1998: Trillium R (Braxton House)
- 2000: Quintet (Basel) 1977 (hatOLOGY)
- 2000: Composition No. 94 for Three Instrumentalists (1980) (Golden Years of New Jazz)
- 2000: 9 Compositions (Hill) 2000 (CIMP)
- 2000: Ten Compositions (Quartet) 2000 (CIMP)
- 2000: Compositions/Improvisations 2000 (CIMP) avec Scott Rosenberg
- 2000: Composition No. 247 (Leo)
- 2001: Composition No. 169 + (186 + 206 + 214) (Leo)
- 2001: 8 Compositions (Quintet) 2001 (CIMP)
- 2001: Four Compositions (GTM) 2000 (Delmark)
- 2002: Duets [Wesleyan] 2002
- 2002: 8 Standards (Wesleyan 2001)
- 2002: Quartet (Birmingham) 1985 (Leo)
- 2002: Quartet (Coventry) 1985 (Leo)
- 2002: Ninetet (Yoshi's) 1997 Vol. 1 (Leo)
- 2003: Two Compositions (Trio) 1998 (Leo)
- 2002: Solo (Köln) 1978
- 2003: Solo (Milano) 1979, Vol. 1
- 2003: Solo (NYC) 2002
- 2003: 23 Standards (Quartet) 2003 (Leo)
- 2003: Ninetet (Yoshi's) 1997 Vol. 2 (Leo)
- 2004: Triotone with György Szabados and Vladimir Tarasov (Leo)
- 2004: Duo Palindrome 2002 Vols. 1 and 2 (Intakt) avec Andrew Cyrille
- 2005: Shadow Company
- 2005: 20 Standards (Quartet) 2003 (Leo)
- 2005: Six Standards (Quintet) 1996 (Splasc(H))
- 2005: Ninetet (Yoshi's) 1997 Vol. 3 (Leo)
- 2006: Live at the Royal Festival Hall (Leo)
- 2006: Compositions 175 & 126 (Leo)
- 2006: 4 Compositions (Ulrichsberg) 2005 (Leo)
- 2006: Duo (Victoriaville) 2005 (avec Fred Frith)
- 2007: Trio (Victoriaville) 2007 (Victo)
- 2007: Ninetet (Yoshi's) 1997 Vol. 4 (Leo)
- 2007: Solo (Pisa) 1982 (Golden Years of New Jazz)
- 2007:   Anthony Braxton & the AIMToronto Orchestra Creative Orchestra (Guelph) 2007 (Spool (record label))
- 2008: Quartet 2006: Ghost Trance Music (Important)
- 2008: Beyond Quantum (Tzadik)
- 2010: 19 Standards (Quartet) 2003 (Leo)
- 2010: Duets (Pittsburgh) 2008 (avec Ben Opie) (OMP)
- 2010: Old Dogs (2007) (avec Gerry Hemingway) (Mode)
- 2008: Quartet (Mestre) 2008 (Caligola)
- 2009: Improvisations (Duo) 2008 (avec Maral Yakshieva) (SoLyd)
- 2009: Quartet (Moscow) 2008 (Leo)
- 2013: ABCD (NotTwo)
- 2013: Echo Echo Mirror House (Victo)
- 2013: Ensemble Montaigne (BAU 4) 2013 (Leo)
- 2013: Quartet Warsaw 2012
- 2014: 12 Duets (New Braxton House)
- 2014: Trio (New Haven) 2013
- 2016: 3 Compositions (EEMHM) 2011 (Firehouse 12)
- 2016: Anthony Braxton: Trillium J (The Non-Unconfessionables) (New Braxton House)
- 2016: Quintet (Tristano) 2014 (New Braxton House)
- 2016: Duo (DCWM) 2013 (RogueArt)
- 2017: Solo (Victoriaville) 2017 (Victo)[5]
- 2018: Sextet (Parker) 1993 (New Braxton House)
- 2019: Quartet (New Haven) 2014 (Firehouse 12)
- 2020: Duo (Improv) 2017 (New Braxton House)
- 2020: Duo (Bologna) 2018 (I Dischi Di Angelica)
- 2021: Quartet (Standards) 2020 (New Braxton House)
- 2022: Duet (Other Minds) 2021 (avec James Fei) (Other Minds Records)

Avec Circle
- Circle 1: Live in Germany Concert (CBS/Sony Japan, 1971) – recorded in 1970
- Circle 2: Gathering (CBS/Sony Japan, 1971) – recorded in 1971
- Paris Concert (ECM, 1972) – recorded in 1971
- Circling In (Blue Note, 1975) – recorded in 1970
- Circulus (Blue Note, 1978) – recorded in 1970

Avec Creative Construction Company
- Creative Construction Company (Muse, 1975) – recorded in 1970
- Creative Construction Company Vol. II (Muse, 1976) – recorded in 1970

### En tant que sideman
- 1968: Levels and Degrees of Light, Muhal Richard Abrams (Delmark)
- 1969: The 8th of July 1969, Gunter Hampel (Birth)
- 1969: Black Suite, Jacques Coursil (BYG Actuel)
- 1969: Luna Surface, Alan Silva and his Celestrial Communications Orchestra (BYG Actuel)
- 1970: Afternoon of a Georgia Faun, Marion Brown (ECM)
- 1973: Conference of the Birds, Dave Holland (ECM)
- 1974: Royal Volume 1, Derek Bailey (Incus)
- 1975: For Players Only, Leroy Jenkins (JCOA Records)
- 1976: All The Things We Are, Dave Brubeck (Atlantic)
- 1977: The Iron Men, Woody Shaw (Muse)
- 1979: One in Two - Two in One, Max Roach (Hathut)
- 1979: Sketches from Bamboo, Roscoe Mitchell (Moers)
- 1985: Szabraxtondos, György Szabados (Hungaroton-Krém)
- 1992: Two Lines, David Rosenboom
- 1996: Eight by Three, Borah Bergman
- 2003: Organic Resonance, Wadada Leo Smith (Pi)
- 2003: Saturn, Conjunct the Grand Canyon in a Sweet Embrace, Wadada Leo Smith (Pi)
- 2006: Black Vomit, Wolf Eyes

## Publications
- (en) Triaxium Writings Volumes 1-3, 1985
- (en) Composition Notes A-E, 1988